# Aprostocetus artemisiae
Aprostocetus artemisiae är en stekelart som först beskrevs av Erdös 1954.  Aprostocetus artemisiae ingår i släktet Aprostocetus, och familjen finglanssteklar. Arten är reproducerande i Sverige.